# Пластова підготовка шахтного поля
Пластова підготовка шахтного поля — вид підготовки шахтного поля, при якому всі виробки, включаючи основні, проводять і підтримують по пластах вугілля. Застосовується при невеликій глибині розробки (до 600 м), а також коли в підошві розроблюваного пласта є породи, не схильні до здимання.